# Жмињ
Жмињ (итал. Gimino) је насељено место и општина у Хрватској, у Истарској жупанији.

## Географија
Жмињ се налази у централном делу Истре, 15 km јужно од Пазина, на надморској висини од 379 m.

## Историја
Жмињ је до 1993. године био у саставу општине Ровињ. 

## Демографија
На попису становништва 2011. године, општина Жмињ је имала 3.483 становника, од чега у самом Жмињу 798.
Према попису из 2001. године Жмињ има 676 становника.

## Попис1991.
На попису становништва 1991. године, насељено место Жмињ је имало 676 становника, следећег националног састава:
| Попис 1991.‍  | Попис 1991.‍  | Попис 1991.‍ | Попис 1991.‍ | Попис 1991.‍ |
| ------------ | ------------ | ----------- | ----------- | ----------- |
|              |              |             |             |             |
| Хрвати       | Хрвати       |             | 436         | 64,49%      |
| Италијани    | Италијани    |             | 29          | 4,28%       |
| Југословени  | Југословени  |             | 5           | 0,73%       |
| Срби         | Срби         |             | 4           | 0,59%       |
| Мађари       | Мађари       |             | 1           | 0,14%       |
| Словенци     | Словенци     |             | 1           | 0,14%       |
| Чеси         | Чеси         |             | 1           | 0,14%       |
| неопредељени | неопредељени |             | 16          | 2,36%       |
| регион. опр. | регион. опр. |             | 180         | 26,62%      |
| непознато    | непознато    |             | 3           | 0,44%       |
| укупно: 676  |              |             |             |             |